# Chalcidoptera
Chalcidoptera là một chi bướm đêm thuộc họ Crambidae.

## Các loài
- Chalcidoptera alimenalis (Walker, 1859)
- Chalcidoptera appensalis (Snellen, 1884)
- Chalcidoptera argyrophoralis Hampson, 1912
- Chalcidoptera atrilobalis Hampson, 1896
- Chalcidoptera bilunalis Hampson, 1898
- Chalcidoptera contraria Gaede, 1917
- Chalcidoptera emissalis Walker, [1866]
- Chalcidoptera nigricans Gaede, 1917
- Chalcidoptera orbidiscalis Hampson, 1918
- Chalcidoptera pryeri Hampson, 1899
- Chalcidoptera rufilinealis Swinhoe, 1895
- Chalcidoptera thermographa Hampson, 1912
- Chalcidoptera thermographalis Strand, 1920
- Chalcidoptera trogobasalis Hampson, 1912

Các loài trước đây
- Chalcidoptera aethiops Gaede, 1917